# Lagos

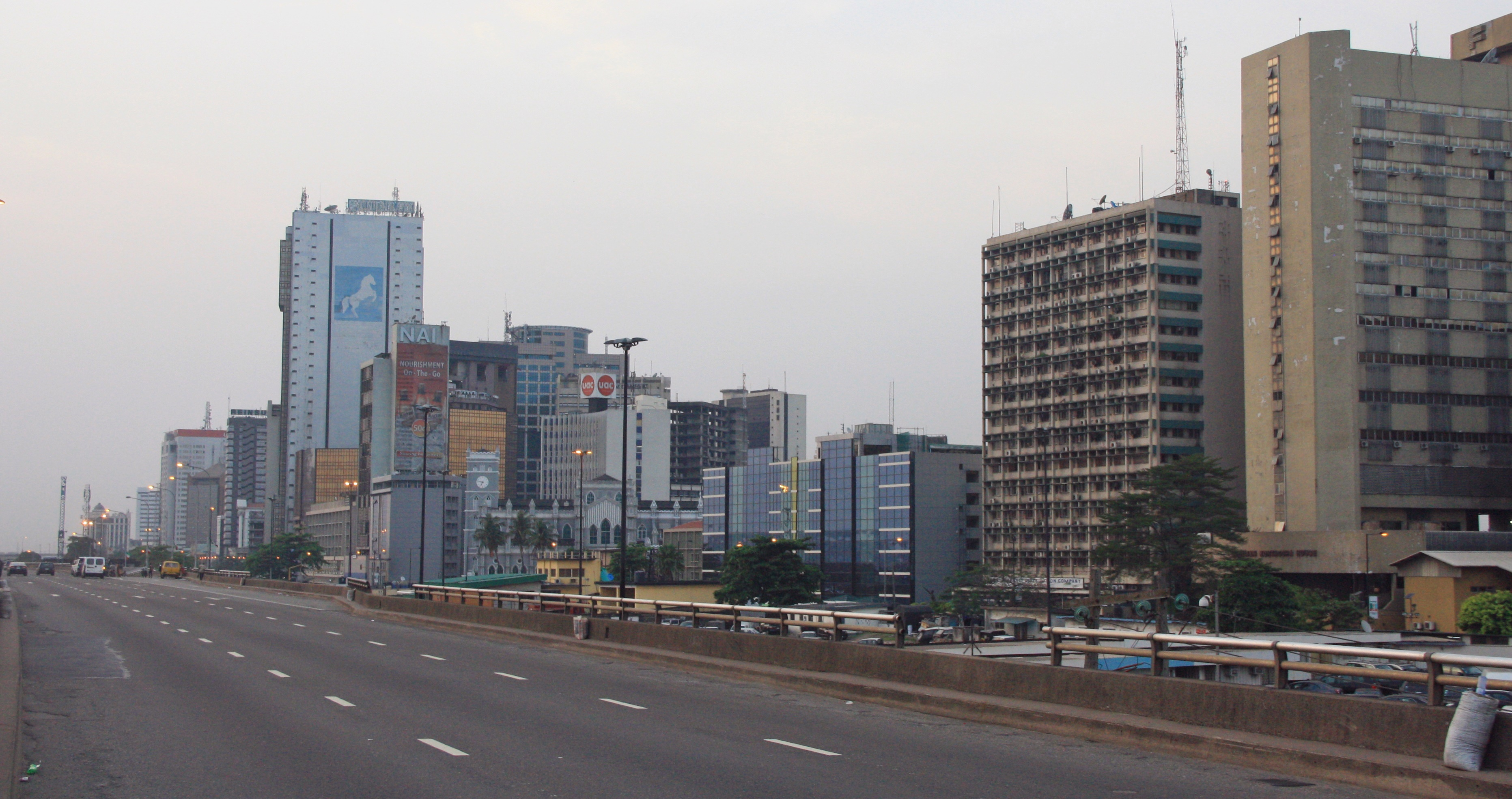
Główna ulica w Lagos

Lagos – miasto w południowo-zachodniej Nigerii, położone nad Zatoką Gwinejską. Jest to największe miasto w państwie. W 2022 roku Lagos zamieszkiwało 15,388 mln mieszkańców. Jedna z najszybciej rozwijających się metropolii na świecie.
W Lagos mieści się Makoko, największy slums na świecie.

## Historia
Założone pod koniec XV wieku przez Portugalczyków. W wiekach XVII–XIX jeden z ważniejszych punktów wywozu niewolników. Zajęte przez Brytyjczyków w 1861 roku. Początkowo wraz z okręgiem tworzyło samodzielną kolonię brytyjską, w 1906 roku zostało włączone do Nigerii. W latach 1914–1960 było głównym ośrodkiem administracyjnym Nigerii, w latach 1960–1991 stolicą Nigerii. W 1962 roku w mieście odbyła się konferencja 20 państw afrykańskich. W 1975 roku w Lagos powołano Wspólnotę Gospodarczą Państw Afryki Zachodniej. W latach 80. nastąpił znaczny wzrost liczby mieszkańców (3,5 mln w 1977). W 2011 roku liczba mieszkańców przekroczyła 10 mln.

## Gospodarka
W Lagos znajduje się największy port morski kraju. W mieście rozwinął się przemysł spożywczy (m.in. olejarski, piwowarski, cukierniczy, młynarski), odzieżowy, włókienniczy, metalowy, drzewny, chemiczny (gumowy, mydlarski, farmaceutyczny), skórzano-obuwniczy, środków transportu (montownie autobusów i samochodów), cementowy. Lagos ma połączenie kolejowe z Nguru (przez Kano, Kadunę i Ibadan). Międzynarodowy port lotniczy mieści się w Ikeja, wchodzącym w skład metropolii Lagos. Na północ od Lagos znajduje się rurociąg naftowy z Warri.

## Edukacja
W Lagos mieszczą się dwa uniwersytety (założone w 1962 i 1983 roku) i wyższe szkoły techniczne.

## Lagos w kulturze
- W 2014 roku Nnedi Okorafor wydała powieść science-fiction pt. Laguna, której akcja dzieje się w Lagos[6].

## Miasta partnerskie
- Atlanta, Stany Zjednoczone[7]
- Belo Horizonte[8]
- Bukareszt, Rumunia[9]